# Bundesratswahl 1984
Die Bundesratswahl 1984 fand am 2. Oktober 1984 statt. Sie wurde nötig, da Bundesrat Rudolf Friedrich (FDP) nach nur einem Jahr im Amt aus gesundheitlichen Gründen seinen Rücktritt erklärt hatte. 

## Die Kandidaten
Die FDP erhob gemäss der Zauberformel Anspruch auf den Sitz. Keine der anderen Bundesratsparteien stellte den Sitzanspruch in Frage. Die FDP nominierte Elisabeth Kopp und Bruno Hunziker für die Nachfolge von Friedrich. Gegen Elisabeth Kopp wurde jedoch bald eine Medienkampagne geführt, in der ihr Ehemann beschuldigt wurde, Steuern hinterzogen und Geldwäscherei betrieben zu haben.
Nach einer Weile drehte sich diese Stimmung jedoch, weil man Kopp nicht für die Fehler ihres Mannes verantwortlich machen wollte.

## Die Wahl
Die Ersatzwahl war in der Vereinigten Bundesversammlung auf den 2. Oktober angesetzt. Nachdem die SP ein Jahr zuvor das Ziel, mit Lilian Uchtenhagen eine Frau in den Bundesrat zu bringen verfehlt hatte, unterstützte diese nun die Kandidatur Kopps.

### Resultate
|                         |                         | 1. Wahlgang |
| ----------------------- | ----------------------- | ----------- |
| ausgeteilte Wahlzettel  | ausgeteilte Wahlzettel  | 244         |
| eingegangene Wahlzettel | eingegangene Wahlzettel | 244         |
| leer/ungültig           | leer/ungültig           | 0/3         |
| gültig total            | gültig total            | 241         |
| absolutes Mehr          | absolutes Mehr          | 121         |
| Elisabeth Kopp          | Elisabeth Kopp          | 124         |
|                         | Bruno Hunziker (FDP)    | 95          |
|                         |                         |             |
| verschiedene            | verschiedene            | 22          |

Damit wurde Elisabeth Kopp im 1. Wahlgang als erste Frau in den Bundesrat gewählt.